# Euphorbia chamaesyce
La nogueruela (Euphorbia chamaesyce), llamada hierba del pollo en Cuba, es una especie fanerógama perteneciente a la familia de las euforbiáceas. Se encuentra desde  Macaronesia al noroeste de Rusia y Pakistán.

## Descripción
Es una planta postrada, con tallos que crecen a ras del suelo hasta 45 cm o más. Las hojas son de forma oval, de hasta un centímetro de largo, y dispuestas en pares opuestos. Las flores son muy pequeñas, con cuatro pétalos de color blanco verdoso. Crece en lugares soleados y una variedad de suelos, y se encuentra con frecuencia como una mala hierba en los jardines. Las semillas son marcadamente de forma cuadrangular, de aproximadamente 1 mm de largo, y marcadas con 3 o 4 crestas transversales. 

## Taxonomía
Euphorbia chamaesyce fue descrita por Carlos Linneo y publicado en Species Plantarum 1: 455. 1753.
Etimología
Euphorbia: nombre genérico que deriva del médico griego del rey Juba II de Mauritania (52 a 50 a. C. - 23), Euphorbus, en su honor – o en alusión a su gran vientre –  ya que usaba médicamente Euphorbia resinifera. En 1753 Carlos Linneo asignó el nombre a todo el género.
chamaesyce: epíteto griego que significa "postrado".
Sinonimia
- Anisophyllum chamaesyce (L.) Haw.
- Anisophyllum vaticanum Gand.
- Chamaesyce canescens (L.) Prokh.
- Chamaesyce canescens subsp. glabra (Roep.) Soják
- Chamaesyce canescens subsp. massiliensis (DC.) Soják
- Chamaesyce chamaesyce (L.) Hurus.
- Chamaesyce libassii (Lojac.) Giardina & Raimondo
- Chamaesyce massiliensis (DC.) Galushko
- Chamaesyce vulgaris Prokh.
- Chamaesyce vulgaris subsp. massiliensis (DC.)
- Ditritea rotundifolia Raf.
- Euphorbia canescens L.
- Euphorbia libassii Lojac.
- Euphorbia massiliensis DC.
- Euphorbia perforata Tineo ex Lojac.
- Euphorbia pinnulosa Lojac.
- Euphorbia prostrata Burch. ex Hemsl.
- Euphorbia vaticana Gand.
- Tithymalus chamaesyce (L.) Moench
- Tithymalus nummularius Lam.
- Xamesike palestina Raf.
- Xamesike vulgaris Raf.
- Xamesike xamobala Raf.[6]